# Bernhard Lappe
Bernhard Lappe (* 1858 in Selm; † 1934 in Dorsten) war ein deutscher Kommunalpolitiker und Bürgermeister der Stadt Kaldenkirchen sowie der Stadt Dorsten.

## Leben
Lappe wurde 1899 als Nachfolger von Bernhard Middendorf Bürgermeister der Stadt Dorsten. Zuvor hatte er das Amt des Bürgermeisters der Stadt Kaldenkirchen inne.
In seine 25-jährige Amtszeit als Bürgermeister der Stadt Dorsten fielen unter anderem der Ausbau des heutigen Gymnasium Petrinum, der Bau des Wesel-Datteln-Kanals und die Anlage einer Kanalisation. Im Ersten Weltkrieg, vor allem im Steckrübenwinter, machte er sich um die Lebensmittelversorgung der ärmeren Bevölkerung verdient.
Als mit der Ruhrbesetzung 1924 belgische Truppen Dorsten besetzten, verweigerte Lappe die Zusammenarbeit mit diesen. Daraufhin wurde er am 21. Februar 1924 im Rathaus festgenommen und vor ein belgisches Kriegsgericht in Sterkrade gestellt. Man wies ihn aus „über die Lippe“, die damals die Grenze des besetzten Gebietes darstellte. Kommissarisch wurde Lappe während seiner Abwesenheit von Wilhelm Müller vertreten. In die Zeit seiner Ausweisung fiel das reguläre Ende seiner Amtszeit als Bürgermeister, Nachfolger wurde Franz Lürken von der Zentrumspartei. 1924 kehrte Lappe nach Dorsten zurück und wurde dann offiziell aus dem Amt des Bürgermeisters verabschiedet.
1934 starb Lappe in Dorsten, wo auch die Trauerfeier stattfand.